# Hyssopus benefactor
Hyssopus benefactor är en stekelart som först beskrevs av Crawford 1912.  Hyssopus benefactor ingår i släktet Hyssopus och familjen finglanssteklar. Inga underarter finns listade i Catalogue of Life.